# Hydrocleys mattogrossensis
Hydrocleys mattogrossensis är en svaltingväxtart som först beskrevs av Carl Ernst Otto Kuntze, och fick sitt nu gällande namn av Holm-niels. och Robert Ralph Haynes. Hydrocleys mattogrossensis ingår i släktet Hydrocleys och familjen svaltingväxter. Inga underarter finns listade.